# Eugene Hütz
Eugene Hütz, född Evgeny Aleksandrovitch Nikolaev 6 september 1972 i Bojarka vid Kiev i Ukrainska SSR, är en ukrainsk/amerikansk skådespelare, DJ, sångare och låtskrivare, då främst i zigenarpunk-bandet Gogol Bordello.
Han tvingades emigrera under Tjernobylkatastrofen och ägnade många år att resa runt i Europa med romer. Efter hand bosatte han sig i New York.
Eugene spelade Prince i filmen Kill your darlings (2004) och Alex i filmen Allt är upplyst, originaltitel Everything is illuminated (2005).

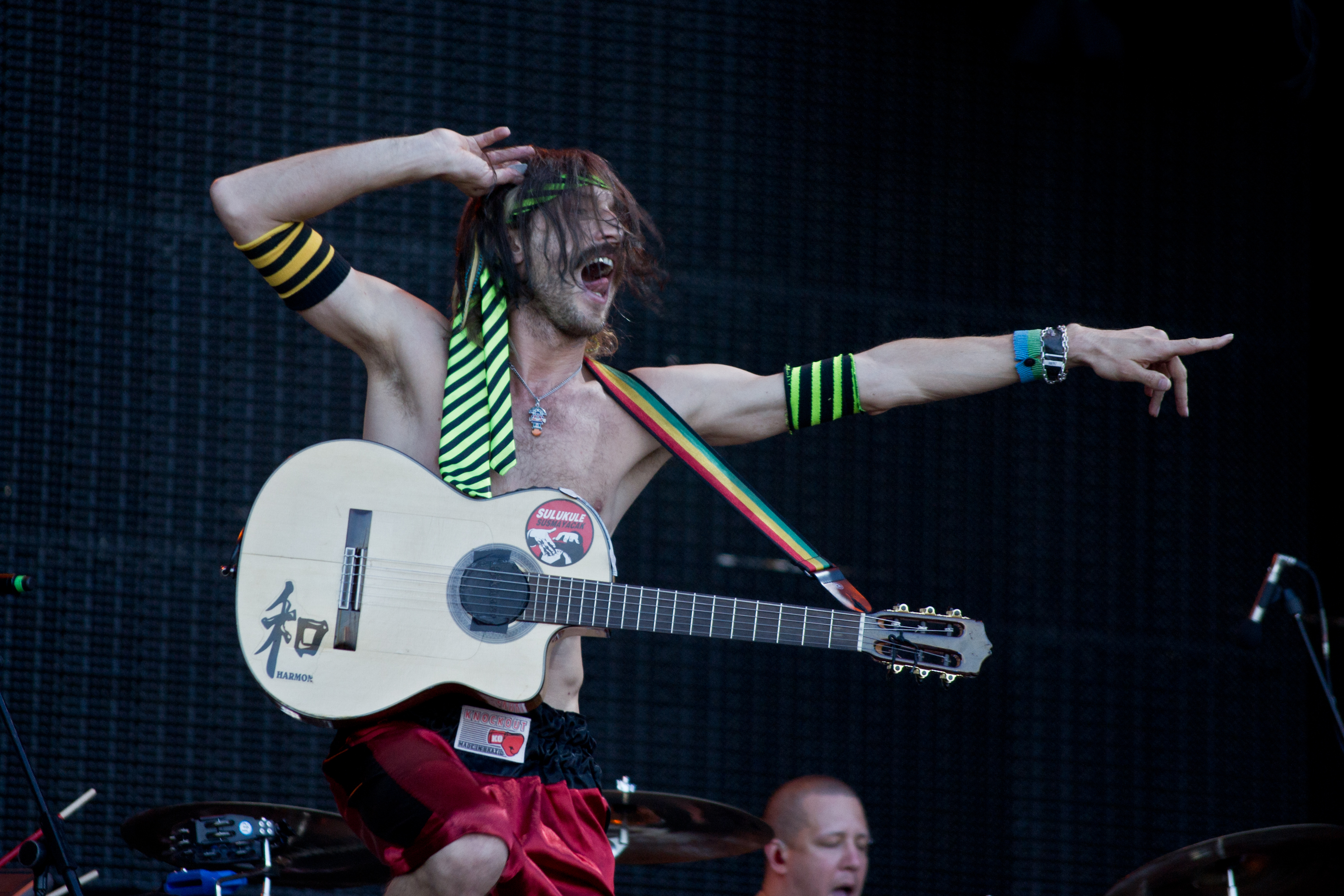
Hütz uppträder med Gogol Bordello